# Marcela Linková
Marcela Linková (ur. 1974) – czeska socjolożka.

## Życiorys
W 1999 r. ukończyła studia z zakresu anglistyki i amerykanistyki na Wydziale Filozoficznym Uniwersytetu Karola w Pradze, a w 2014 uzyskała doktorat w dziedzinie socjologii na Wydziale Nauk Społecznych UK. Od marca 2000 jest członkinią zespołu badawczego Instytutu Socjologii Akademii Nauk Republiki Czeskiej. W roku 2001 stała się przewodniczącą Národního kontaktního centra – gender a věda. 18 października 2017 r. została szefową grupy roboczej ds. opracowania planu działania wspierającego rozwój zasobów ludzkich i równości płci (Pracovní skupina pro tvorbu akčního plánu na podporu rozvoje lidských zdrojů a genderové rovnosti).
Jest członkinią organów poradniczych w Czechach i w Komisji Europejskiej, takich jak: Expert Advisory Board Science in Society, Expert Group on the Research Profession, Helsinki Group on Women and Science, Resortní koordinační skupina VaV, Pracovní skupina VERA pro rozvoj lidských zdrojů a rovného přístupu žen a mužů ve výzkumu a vývoji MŠMT. 25 września 2018 w ramach akcji Ženy ve vědě (Kobiety w nauce) wystąpiła w Parlamencie Europejskim. Zajmuje się przede wszystkim problematyką statusu kobiet w nauce.